# Абдэс-Урдэс
Абдэ́с-Урдэ́с (удм. Ыбдэс) — деревня в Малопургинском районе Удмуртской республики России.

## География
Деревня находится на берегу реки Бобинка, на автодороге Ижевск — Елабуга. 

### Часовой пояс
Деревня Абдэс-Урдэс, как и вся Удмуртская Республика, находится в часовой зоне МСК+1. Смещение применяемого времени относительно UTC составляет +4:00.

## Население
| 2010 | 2012 |
| ---- | ---- |
| 401  | ↘394 |

## Улицы
| - ул. Бобинская, - ул. Болотная, - ул. Луговая, | - ул. Набережная, - ул. Октябрьская, - ул. Родниковая. |

## Инфраструктура
В деревне находятся детский сад, библиотека, клуб, три магазина, памятник, детская площадка, государственная и частная фермы.